# 19 Kids and Counting
19 Kids and Counting (Tidligere kaldet 17 Kids and Counting og 18 Kids and Counting) er et amerikansk reality tv-show på kanalen TLC, der følger Jim Bob og Michelle Duggar og deres 19 børn. Parret har 9 piger og 10 drenge, hvis navne alle starter med bogstavet "J". 
Serien startede d. 29. september 2008, og den 19. maj 2015 startede sæson 10, men allerede tre dage efter sæsonens start, blev tv-showet suspenderet. Dette skete efter anklager om at Duggar-parrets ældste søn, Josh, skulle have forulempet mindst fem mindreårige piger, herunder nogle af hans søstre. Disse episoder indtraf i 2002-2003, men blev ikke anmeldt før 2006, og først i 2015 kom anmeldelserne frem i offentligheden .

## Familien
Forældre
- James Robert "Jim Bob" Duggar - født d. 18. juli 1965; andet af to børn
- Michelle Annette Duggar (Ruark) - født d. 13. september 1966; syvende af syv børn

Jim Bob er gift med Michelle siden 21 juli 1984. 
Børnene
|    | Navn                      | Fødselsdato               | Noter                                      |
| -- | ------------------------- | ------------------------- | ------------------------------------------ |
| 1  | Joshua "Josh" James       | 3. marts 1988 (37 år)     | gift med Anna Keller; de har syv børn      |
| †  | "Caleb Ryan               |                           | abort i 1989                               |
| 2  | Jana Marie                | 12. januar 1990 (35 år)   | Gift med Stephen Gerald Wissmann           |
| 3  | John-David                | 12. januar 1990 (35 år)   | gift med Abbie Burnett med to børn         |
| 4  | Jill Michelle             | 17. maj 1991 (34 år)      | gift med Derick Dillard; de har tre børn   |
| 5  | Jessa Lauren              | 4. november 1992 (32 år)  | gift med Ben Seewald; de har fem børn      |
| 6  | Jinger Nicole             | 21. december 1993 (31 år) | gift med Jeremy Vuolo; de har to børn      |
| 7  | Joseph "Joe" Garrett      | 20. januar 1995 (30 år)   | gift med Kendra Caldwell; de har fire børn |
| 8  | Josiah "Si" Matthew       | 28. august 1996 (28 år)   | gift med Lauren Swanson; de har tre børn   |
| 9  | Joy-Anna                  | 28. oktober 1997 (27 år)  | gift med Austin Forsyth; de har tre børn   |
| 10 | Jedidiah "Jed" Robert     | 30. december 1998 (26 år) | gift med Katey Nakatsu, de har tre børn    |
| 11 | Jeremiah "Jer" Robert     | 30. december 1998 (26 år) | gift med Hannah Wissmann, de 4 børn        |
| 12 | Jason Michael             | 21. april 2000 (25 år)    | Gift med Madison Grace                     |
| 13 | James Andrew              | 7. juli 2001 (23 år)      |                                            |
| 14 | Justin Samuel             | 15. november 2002 (22 år) | gift med Claire Spivey                     |
| 15 | Jackson Levi              | 23. maj 2004 (21 år)      |                                            |
| 16 | Johannah "Hannie" Faith   | 11. oktober 2005 (19 år)  |                                            |
| 17 | Jennifer "Jenni" Danielle | 2. august 2007 (17 år)    |                                            |
| 18 | Jordyn-Grace Makiya       | 18. december 2008 (16 år) |                                            |
| 19 | Josie Brooklyn            | 10. december 2009 (15 år) |                                            |
| †  | Jubelee Shalom            |                           | døde i utero den 11. december 2011         |
|    | Tyler Wayne Hutchins      | 10. februar 2008 (17 år)  | vedtaget i 2016                            |

### Joshs familie
Joshua "Josh" James (første af nitten børn) er gift med Anna Renée Keller (født d. 23. juni 1988; femtedel af otte børn) siden 26 september 2008. 
Børnene
|   | Navn                            | Fødselsdato               | Noter        |
| - | ------------------------------- | ------------------------- | ------------ |
| 1 | Mackynzie "Kynzie" Renée Duggar | 8. oktober 2009 (15 år)   | hjem fødsel  |
| † | baby Duggar                     |                           | abort i 2010 |
| 2 | Michael James Duggar            | 15. juni 2011 (13 år)     | hjem fødsel  |
| 3 | Marcus Anthony Duggar           | 2. juni 2013 (12 år)      | hjem fødsel  |
| 4 | Meredith Grace Duggar           | 16. juli 2015 (9 år)      | hjem fødsel  |
| 5 | Mason Garret Duggar             | 12. september 2017 (7 år) | hjem fødsel  |
| 6 | Maryella Hope Duggar            | 27. november 2019 (5 år)  |              |
| 7 | Madyson Lily Duggar             | 23. oktober 2021 (3 år)   |              |

### John-Davids familie
John-David Duggar (tredje af nitten børn) er gift med Abbie Grace Burnett (født d. 6. april 1992; fjerde af otte børn; sygeplejerske), siden 3 november 2018.
Børnene
|   | Navn                 | Fødselsdato               | Noter |
| - | -------------------- | ------------------------- | ----- |
| 1 | Grace Annette Duggar | 9. januar 2020 (5 år)     |       |
| 2 | Charlie Duggar       | 22. september 2022 (2 år) |       |

### Jills familie
Jill Michelle Duggar (fjerde af syv børn; tidligere jordemoder) er gift med Derick Michael Dillard (født d. 9. marts 1989; første af to børn; pastor) siden 21 juni 2014.
Børnene
|   | Navn                      | Fødselsdato           | Noter           |
| - | ------------------------- | --------------------- | --------------- |
| 1 | Israel David Dillard      | 6. april 2015 (10 år) | akut kejsersnit |
| 2 | Samuel Scott Dillard      | 8. juli 2017 (7 år)   | kejsersnit      |
| † | River Bliss Dillard       |                       | abort i 2021    |
| 3 | Frederick Michael Dillard | 7. juli 2022 (2 år)   |                 |
| † | Isla Marie Dillard        |                       | abort i 2024    |

### Jessas familie
Jessa Lauren Duggar (femtedel af nitten børn) er gift med Benjamin "Ben" Michael Seewald (født d. 19. maj 1995; første af syv børn) siden 1 november 2014. 
Børnene
|   | Navn                             | Fødselsdato              | Noter                 |
| - | -------------------------------- | ------------------------ | --------------------- |
| 1 | Spurgeon Elliot "Quincy" Seewald | 5. november 2015 (9 år)  | hjem fødsel           |
| 2 | Henry Wilberforce Seewald        | 6. februar 2017 (8 år)   | hjem fødsel           |
| 3 | Ivy Jane Seewald                 | 26. maj 2019 (6 år)      | hjem fødsel           |
| † | baby Seewald                     |                          | abort i 2020          |
| 4 | Fern Elliana Seewald             | 18. juli 2021 (3 år)     |                       |
| † | baby Seewald                     |                          | abort i december 2022 |
| 5 | George Augustine Seewald         | 19. december 2023 (1 år) |                       |
| 6 | Baby Seewald                     | sommer 2025              |                       |

### Jingers familie
Jinger Nicole Duggar (sjette af nitten børn) er gift med Jeremy Joseph Vuolo (født d.5. september 1987; tredje af tre børn; tidligere fodboldspiller nu pastor) siden 5 november 2016. 
Børnene
|   | Navn                          | Fødselsdato              | Noter              |
| - | ----------------------------- | ------------------------ | ------------------ |
| 1 | Felicity "Lissy" Nicole Vuolo | 19. juli 2018 (6 år)     | født på hospitalet |
| † | Halleli Grace Vuolo           |                          | abort i 2019       |
| 2 | Evangeline Jo Vuolo           | 22. november 2020 (4 år) |                    |
| 3 | Finnegan Charles Vuolo        | 29. marts 2025 (0 år)    |                    |

### Josephs familie
Joseph "Joe" Garrett Duggar (syvende af nitten børn) er gift med Kendra Renée Caldwell (født d.11 august 1998; før otte børn) siden 8 september 2017. 
Børnene
|   | Navn                   | Fødselsdato             | Noter              |
| - | ---------------------- | ----------------------- | ------------------ |
| 1 | Garrett David Duggar   | 8. juni 2018 (6 år)     | født på hospitalet |
| 2 | Addison Renee Duggar   | 2. november 2019 (5 år) | født på hospitalet |
| 3 | Brooklyn Praise Duggar | 23. februar 2021 (4 år) |                    |
| 4 | Justus Duggar          | 26. maj 2023 (2 år)     |                    |

### Josiahs famile
Josiah "Si" Matthew Duggar (ottende af nitten børn) er gift med Lauren Milagro Swanson (født d.18 maj 1998; før ni børn) siden 30. juni 2018. 
Børnene
|   | Navn                 | Fødselsdato             | Noter                |
| - | -------------------- | ----------------------- | -------------------- |
| † | Asa Duggar           |                         | abort i oktober 2018 |
| 1 | Bella Milagro Duggar | 8. november 2019 (5 år) | født på hospitalet   |
| 2 | Daisy Duggar         | 16. marts 202 (1823 år) |                      |
| 3 | Ezra Duggar          | Maj 2023                |                      |

### Joy-Annas famile
Joy-Anna (niende af nitten børn) er gift med Austin Martyn Forsyth (født d.13. december 1993; andet af to børn) siden 26 maj 2017. 
Børnene
|   | Navn                   | Fødselsdato             | Noter             |
| - | ---------------------- | ----------------------- | ----------------- |
| 1 | Gideon Martyn Forsyth  | 23. februar 2018 (7 år) | akut kejsersnit   |
| † | Annabell Elise Forsyth | november 2019           | Abort I juni 2019 |
| 2 | Evenlyn Mae Forsyth    | 21. august 2020 (4 år)  |                   |
| 3 | Gunner James Forsyth   | 17. maj 2023 (2 år)     |                   |

### Jedediahs famile
Jedediah Robert (tiende af nitten børn) er gift med Katelyn Koryn Nakatsu (født d.29. juli 1998; andet af to børn) siden 3 april 2021. 
Børnene
|   | Navn                 | Fødselsdato            | Noter |
| - | -------------------- | ---------------------- | ----- |
| 1 | Truett Oliver Duggar | 2. februar 2022 (3 år) |       |
| 2 | Nora Kate Duggar     | 24. maj 2023 (2 år)    |       |
| 3 | Elsie Kate Duggar    | 8. januar 2025 (0 år)  |       |
| 4 | Emma Kate Duggar     | 8. januar 2025 (0 år)  |       |

### Jeremiahs famile
Jeremiah Robert (elvte af nitten børn) er gift med Hannah Marlys Wissman (født d.23. juni 1995; niende af 13 børn) siden 26 marts 2022. 
Børnene
|   | Navn                  | Fødselsdato              | Noter |
| - | --------------------- | ------------------------ | ----- |
| 1 | Brynely Noelle Duggar | 25. december 2022 (2 år) |       |
| 2 | Brielle Grace Duggar  | 26. februar 2024 (1 år)  |       |
| 3 | Emery Jane Duggar     | 13. maj 2025 (0 år)      |       |